# 乌波卢岛
乌波卢岛（Upolu Island）是萨摩亚两主岛中面积较小的一个，也是人口较多、经济较发达的一个，首都阿皮亚即位于该岛北部。该岛西隔阿波利马海峡与萨瓦伊岛相望。
乌波卢岛是一个位于西南太平洋的火山岛，面积1125平方公里，人口约11万。英国作家罗伯·路易斯·史蒂文生曾在岛上买下一座种植园长期居住，1894年在此逝世并埋葬于岛上。
在波利尼西亚神话（特别是萨摩亚）中，乌波卢是在同名岛上的第一个女人。18世纪末19世纪初，该岛有时被叫做Ojalava或Ojolava.
一种极小的蜘蛛生活在乌波卢岛上。据2005版吉尼斯世界记录记载，该蜘蛛大小相当于该书的一个句点。